# Косовський Володимир Іванович
Володи́мир Іва́нович Косо́вський (*28 липня 1923, с. Веприк, Фастівський район, Київська область, УРСР — †29 травня 2000, м. Фастів, Київська область, Україна) — український поет і письменник, громадський і культурний діяч, засновник і перший очільник веприцького музею композитора Кирила Стеценка; зазнав сталінських репресій.

## Із життєпису
Володимир Іванович Косовський народився 28 липня 1923 року в селі Веприку на Фастівщині (Київська область).
По закінченню 7 класів вступив до Київського залізничного технікуму.
У роки німецької окупації під час Другої світової війни перебував у лавах ОУН. Виготовляв листівки з критикою німецького і сталінського режимів, був станичним районної організації ОУН.
У 1943 році був засуджений військовим трибуналом до 20 років каторжних робіт і п'яти років позбавлення громадянських прав, як політичний в'язень. Відбувши 12 років у воркутинських концтаборах, у 1956 році звільнений по амністії і повернувся на Фастівщину. Закінчив Київське медичне училище (1959), працював фельдшером у селі Пилипівці та рідному селі Веприк завідувачем медпункту.
Помер Косовський Володимир Іванович 29 травня 2000 року.

## Творчість
Почав писати вірші в 1938 році, з 1941 — про тризуб і національний прапор.
Лише із незалежністю України (1991) Володимир Косовський став відомим як поет. Невільницька поезія автора опублікована в збірці «В терні колючому» (1993). У 1995 році побачила світ збірка для дітей «Я б сипав райські самоцвіти».
Автор статей у періодиці про Семена Палія, Кирила Стеценка, репресованих діячів української культури, зібраних у книзі «Як рвалися струни на кобзі» (1997). Друкував добірки поезій у колективних збірках: «З облоги ночі» (1993), «Тризуб: Поезія» (1997), альманасі «Біль», журналах «Зона», «Державність», «Українська культура».
2001 року побачила світ посмертна збірка творів «Дума денна й нічна».

## Громадська діяльність
Багато сил і енергії віддав діяч збереженню культурних цінностей. Допомагав І. Гончару у пошуках експонатів для його музею.
Організував у 1969 році музейну кімнату композитора Кирила Стеценка в рідному Веприку, згодом ініціював створення Меморіального музею композитора К. Г. Стеценка (1982), де 8 років працював директором на громадських засадах, потім — старшим науковим співробітником.
У 1991 році В. І. Косовський був обраний членом редакційної колегії громадсько-літературного часопису Всеукраїнського товариства політв'язнів і репресованих «Зона».
Від 1994 року був козаком Фастівської козацької сотні імені Семена Палія.
Від 1996 року — член Національної Спілки письменників. Володимир Іванович Косовський — лауреат літературної премії імені Валерія Марченка 1997 року за цикл табірних новел.

## Пам'ять

Світлиця Володимира Косовського, державний краєзнавчий музей у Фастові

Документальний фільм «Невільник — брат, невільниця — сестра» (1991, сценарист — В. Кузнецов, режисер — Г. Давиденко, студія «Київнаукфільм»), присвячений родині Косовських. Це один із перших фільмів, який на прикладі трагічної долі двох світлих і красивих людей розвінчав радянський міф про українських націоналістів. 20-річний Володимир та 16-річна Ольга Косовські боролися проти німецьких окупантів у лавах українського націоналістичного підпілля. Радянська влада оцінила їхній внесок у перемогу над Німеччиною тривалим терміном каторжних робіт. Доля знову звела брата і сестру за колючим дротом у Воркуті…
У місті Фастові 2003 року з ініціативи громадського діяча і письменника, дослідника творчості В. Косовського В. Шевченка засновано щорічну літературно-мистецьку премію ім. Володимира Косовського. Лауреатам премії вручають дипломи і спеціальні посвідчення, а також нагрудний знак із зображенням В. Косовського.
У місцевому краєзнавчому музеї створено світлицю поета-борця.
Відомий скульптор-автор багатьох фастівських пам'ятників і культурний діяч фастівчанин Анатолій Древецький присвятив Володимиру Косовському вірш «До Володимира Косовського».
У Фастові існує вулиця Володимира Косовського.
В селі Веприк, на батьківщині діяча, вулицю, названу раніше його іменем, перейменували.